# Un comique né
Pour plus de détails, voir Fiche technique et Distribution.
Un comique né est une comédie française réalisée et scénarisé par Michel Polac.

## Synopsis
Un apprenti comédien croit être un grand tragédien, et un vieux professeur l’encourage dans cette voie. Mais, dans son nouveau cours d’art dramatique, le professeur voit en lui « un comique né ». Et un imprésario s’en mêle...

## Fiche technique
- Réalisateur : Michel Polac
- Scénario : Michel Polac
- Music : Michel Portal
- Genre : Comédie
- Production : SFP
- Pays :  France
- Durée : 1h35
- Diffusion :  France : 1977

## Distribution
- Raymond Devos : le professeur
- Christian Pereira : l’apprenti comédien
- Robert Castel : l’imprésario
- Jean-Hugues Anglade : l’acteur
- Jean-Pierre Sentier : le metteur en scène
- Agnès Soral : l’actrice
- Bernard Pinet : le comédien